# Warmness on the Soul
Warmness on the Soul es un EP de Avenged Sevenfold. Fue lanzado al mercado el 10 de abril de 2001 por Good Life Recordings. El CD viene acompañado por el vídeo de la canción homónima del título del EP, el cual fue grabado en marzo de 2001. Este fue el primer CD que contó oficialmente con la colaboración del nuevo guitarrista líder Synyster Gates y el primer álbum que cuenta con la versión heavy metal del track «To End The Rapture».

## Lista de canciones
Las canciones marcadas con un * fueron publicadas en el re-lanzamiento de Sounding the Seventh Trumpet.

Todas las canciones escritas y compuestas por Avenged Sevenfold. 
| N.º | Título                                      | Duración |  |
| 1.  | «Warmness on the Soul (Single Version)*»    | 4:20     |  |
| 2.  | «Darkness Surrounding»                      | 4:50     |  |
| 3.  | «We Come Out at Night»                      | 4:45     |  |
| 4.  | «To End the Rapture (Heavy Metal Version)*» | 1:20     |  |
| 5.  | «Warmness on the Soul (Music Video)»        | 4:46     |  |

## Créditos
- M. Shadows – Voz principal, Guitarra acústica en «Warmness on the Soul (Single Version)*»
- Zacky Vengeance – Guitarras
- Synyster Gates - Guitarra líder en «To End the Rapture (Heavy Metal Version)*»
- Justin Meacham - Bajo
- The Rev – Batería, Piano